# برين فوربس
برين فوربس (بالإنجليزية: Bryn Forbes)‏ مواليد 23 يوليو 1993 في لانسنغ، هو لاعب كرة سلة أمريكي. بدأ مسيرته الاحترافية في سنة 2016. يلعب مع سان أنطونيو سبرز في الرابطة الوطنية لكرة السلة كلاعب هجوم خلفي. يحمل الرقم 11. يبلغ طوله 6 قدم 3 بوصة (1.9 م).

## إحصائيات المسيرة

### الموسم الاعتيادي
| السنة   | الفريق           | لعب | بدأ | دقيقة | ميداني% | ثلاثية | حرة  | ارتداد | صنع | استلاب | تصدي | نقطة |
| ------- | ---------------- | --- | --- | ----- | ------- | ------ | ---- | ------ | --- | ------ | ---- | ---- |
| 2016–17 | سان أنطونيو سبرز | 36  | 0   | 7.9   | .364    | .321   | .833 | .6     | .6  | .0     | .0   | 2.6  |
| المسيرة | المسيرة          | 36  | 0   | 7.9   | .364    | .321   | .833 | .6     | .6  | .0     | .0   | 2.6  |

### الأدوار الإقصائية
| السنة             | الفريق           | لعب | بدأ | دقيقة | ميداني% | ثلاثية | حرة   | ارتداد | صنع | استلاب | تصدي | نقطة |
| ----------------- | ---------------- | --- | --- | ----- | ------- | ------ | ----- | ------ | --- | ------ | ---- | ---- |
| 2017 [الإنجليزية] | سان أنطونيو سبرز | 6   | 0   | 12.1  | .286    | .222   | 1.000 | 1.0    | .5  | .0     | .2   | 12.1 |
| المسيرة           | المسيرة          | 6   | 0   | 12.1  | .286    | .222   | 1.000 | 1.0    | .5  | .0     | .2   | 12.1 |

## روابط خارجية
- برين فوربس على موقع إن بي أي (الإنجليزية)
- برين فوربس على موقع سبورتس رفرنس (الإنجليزية)
- برين فوربس على موقع كرة السلة الأوروبية.كوم (الإنجليزية)
- برين فوربس على موقع DraftExpress.com (الإنجليزية)
- برين فوربس على موقع إي إس بي إن.كوم (الإنجليزية)
- برين فوربس على موقع كلية كرة السلة في سبورتس رفرنس.كوم (الإنجليزية)
- برين فوربس على موقع ريلجم (الإنجليزية)
- برين فوربس على موقع بروبوليرز (الإنجليزية)
- برين فوربس على موقع سبورتس رفرنس (الإنجليزية)